# 三重文化経済専門学校
三重文化経済専門学校（みえぶんかけいざいせんもんがっこう）は、三重県津市に存在していた専門学校。学校法人三重文化経済学園が設置していた。

## 概要
2011年4月開校。
国際化社会で活躍できる人材を育成することが目標とされていた。
思いやりの精神を持って人間関係を築くことができる教育に励んでいた。
開校より中国語学科と日本文化研究学科に2学科であったが、2013年10月より社会福祉学科、健康スポーツ学科、メディアデザイン学科、農業学科を増設。
2015年4月より空き教室を保育園や保育所として使用。
2021年10月29日に三重県私立学校審議会で廃止の諮問が行われる。
2022年3月14日の三重県私立学校審議会で学校法人三重文化経済学園の解散に異議は無かった。

## 組織[2]
- 中国語学科
- 日本文化研究学科
- 社会福祉学科
- 健康スポーツ学科
- メディアデザイン学科
- 農業学科

## 施設
廃校となったジ・オリオン高等学校の校舎をリニューアルして専門学校として使用していた。専門学校のみでなく地域のコミュニティーの場として施設を開放していた。建物は鉄筋コンクリート造の3階建てが2棟。専門学校では珍しく図書室もあった。